# ASC Niarry Tally
Association Sportive et Culturelle Niarry Tally Grand-Dakar Biscuiterie w skrócie ASC Niarry Tally – senegalski klub piłkarski grający w senegalskiej drugiej lidze, mający siedzibę w mieście Dakar.

## Sukcesy
- Puchar Senegalu[1]:
  - zwycięstwo (1): 2016

- Puchar Ligi Senegalskiej[2]:
  - zwycięstwo (1): 2012

## Występy w afrykańskich pucharach
| Sezon | Rozgrywki           | Runda   | Kraj    | Klub           | Dom | Wyjazd | Dwumecz |
| ----- | ------------------- | ------- | ------- | -------------- | --- | ------ | ------- |
| 2017  | Puchar Konfederacji | wstępna | Kamerun | APEJES Academy | 2–0 | 0–1    | 2–2     |

## Stadion
Domowe mecze klub rozgrywa na stadionie o nazwie Stade Demba Diop w Dakarze, który może pomieścić 15 000 widzów.

## Reprezentanci kraju grający w klubie od 2007 roku
Stan na styczeń 2023.
| - Abdou Bâ - Alphonse Bâ - Amadou Erasme Badiane - Alioune Cissé - Mouhamed Cissokho - Toumany Diédhiou - Falilou Fall - Ferdinand Gomis - Yoro Lamine Ly - Alioune Mbaye - Abdoulaye N’Diaye | - Augustin N’Diaye - Moussa N’Diaye - Pape Seydou N’Diaye - Mamadou Niang - Khassim Soumaré - Abdou Chafi Sow - Pape Thiaw - Khadim Thioub - Assan Ceesay - Modou Jobe |